# 集體責任
集體責任通常指的是某群體為其所致傷害負責之概念；該概念與個人責任之概念相似，皆涉及（行為）主體基於其行為而導致的過失及有關責任。
在個人責任之概念中，主體為能按社會普遍觀念作道德判斷，並為其行為負責。集體責任之概念則由群體層面作道德方面之分析。
在實際運作中，不同的文化和思考方式（還有歷史境遇因素等），導致了不同的認知和對應態度（例如第二次世界大戰後德國與日本社會對於自身國家在該場戰爭中扮演的角色和遭遇之理解和詮釋）。

## 批評
有些個人主義論述指出該概念抵觸個人責任原則。

### 群體之思考與意圖
道德責任經常指的是個人形成意圖或判斷，並透過自主之行為導致傷害而產生之對應責任。有論述質疑若是群體，可如何形成該種意圖或判斷；若稱意圖為心理狀態，但群體無法如個人那樣思考與形成意圖，在道德責任之追究上便須採取不同之思考方式。
群體由個人組成，但該些個人間未必擁有一致之意圖、主張、信念和行動等；因此，有論述認為將道德責任置於群體層面考慮，將忽視被迫、非自願等情況。

## 參看
- 集體記憶
- 德國的集體罪責
- 日本就戰爭道歉發言列表
  - 恥感文化：被認為與日本社會面對該國於二戰中之「污點」與來自外界之指責之態度有關，也被認為可能與第二次中日戰爭時日軍之集體與個人既有認知在軍事行動上遭遇（被歸咎於敵對方之）顯著挫敗時導致之暴力行為（如南京大屠殺）有關。[12] 相對之概念是「罪感文化」（英語：guilt culture）。[13]
  - 《菊與刀》：早期對於日本文化與戰爭等事物現象關係之分析的代表性專著。

## 外部連結

### 延伸閱讀材料
- Japanese Reflections on World War II and the American Occupation （页面存档备份，存于）（中文書名：《被遺忘的人群：神風特攻隊員、助產士、學生、教師，日本平民的二戰歷史記憶》）